# Prieuré d'Alspach
Le prieuré d'Alspach, près de Kaysersberg a été fondé en l'an 1000 par les comtes d'Eguisheim. Il est occupé entre 1000-1282 par des bénédictins puis affilié en 1049 à la congrégation de Hirsau. Vers 1282 le prieuré est vendu aux clarisses de Kientzheim. En 1898, le couvent est classé monument historique. Depuis 2000 les restes de l'église romane sont englobés à l'intérieur d'une cour, dans le complexe industriel d'une cartonnerie, DS Smith.

## Toponymie
- Alwisbach 1130
- Alosbach, 1149
- Alaspech, 1364
- Alenpach, 1440

## Histoire
A deux kilomètres de Kaysersberg se trouvait, avant la Révolution, le prieuré de clarisses d'Alspach fondé au commencement du XIe siècle par le comte d'Eguisheim Hugues IV et son épouse Heilwige, parents du pape Léon IX, pour les moines de l'ordre de saint Benoît et vendu aux clarisses de Kientzheim en 1282. Le couvent a pris son nom de la rivière, la Weiss qui s'appelait aussi Alenspech. Il ne reste plus de l'église de ce monastère que la nef du milieu avec le collatéral et le transept sud présentant les caractères de l'architecture du XIe siècle. Dans l'Alsace Illustrée de Jean-Daniel Schoepflin celui-ci ajoute que plus tard le prieuré aurait été restauré par le comte Adalbert de Calw avec le consentement du pape qui l'aurait alors soumis à l'abbaye souabe de Hirsau.Durant la seconde moitié du XIIe siècle, les moines d'Alspach consolidèrent leur domaine à Kientzheim et à Sigolsheim. De nouvelles acquisitions vinrent s'ajouter vers 1162 dont entre autres des terres à Bilzen, Ammerschwihr (1235) et à Colmar (1280). Dans le courant du XIIIe siècle l'abbaye de Hirsau perdit son rayonnement à l'intérieur et à l'extérieur de la région, chargée de dettes, elle se débarrassa de ses possessions en Alsace. C'est en 1282 que le monastère des Clarisses de Kientzheim se porta acquéreur du prieuré d'Alspach, soutenue par la reine Anne de Germanie, connue aussi sous le nom de Gertrude de Hohenberg.

## Galerie d'images
Chapiteaux recevant les arcs doubleaux de la nef, milieu du XIIe siècle (Musée Unterlinden)

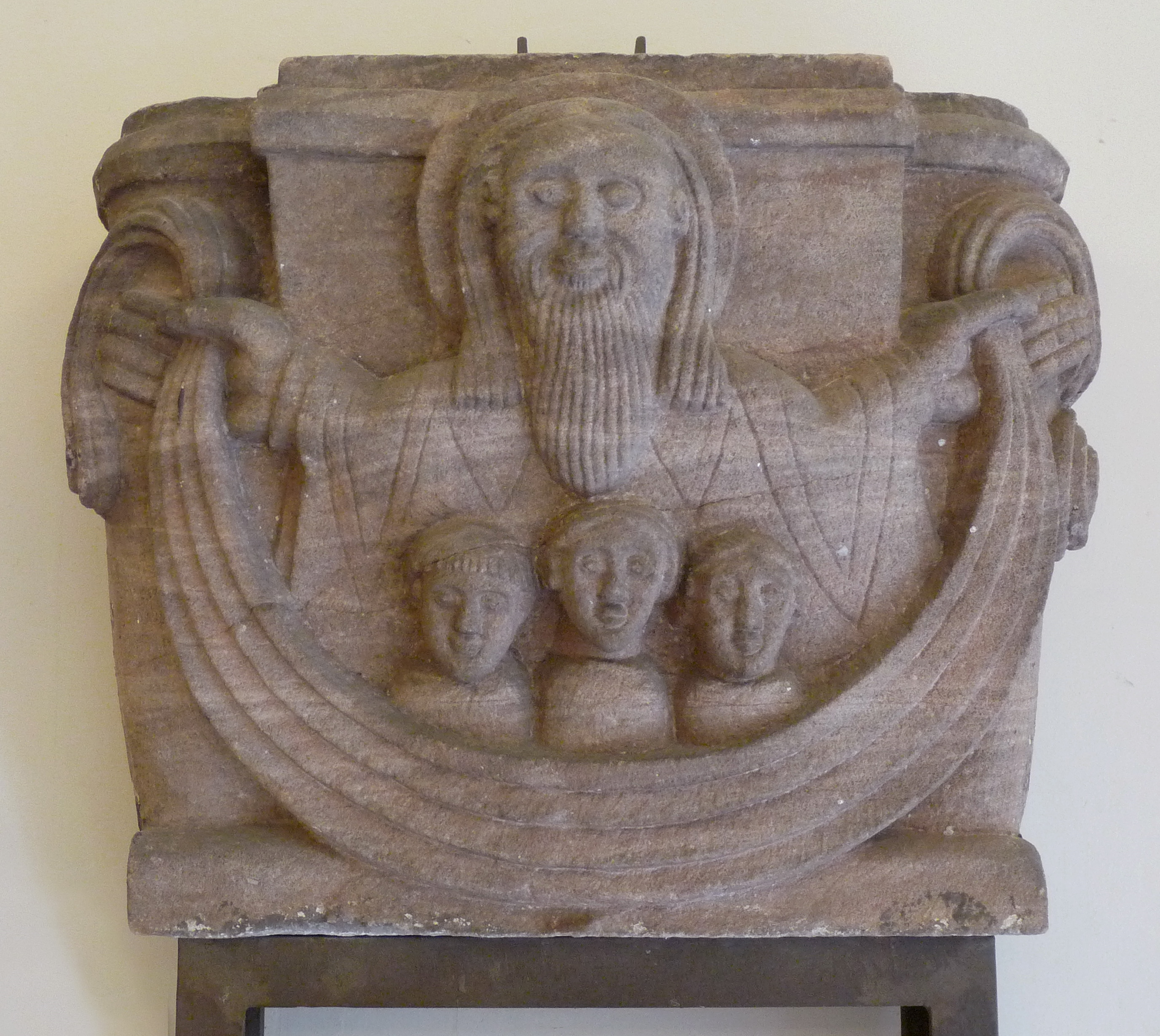
Les Justes dans le sein d'Abraham
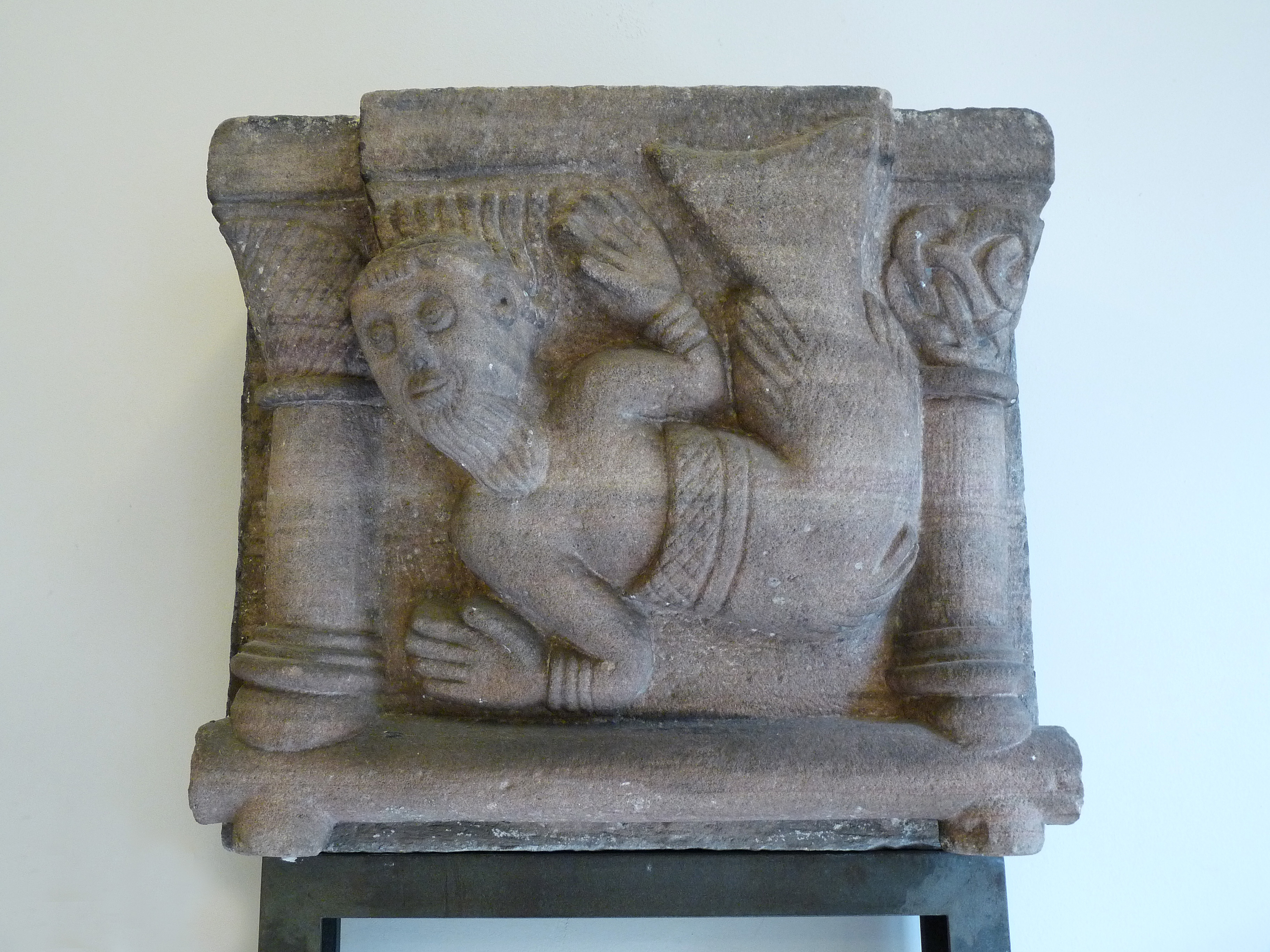
Triton barbu
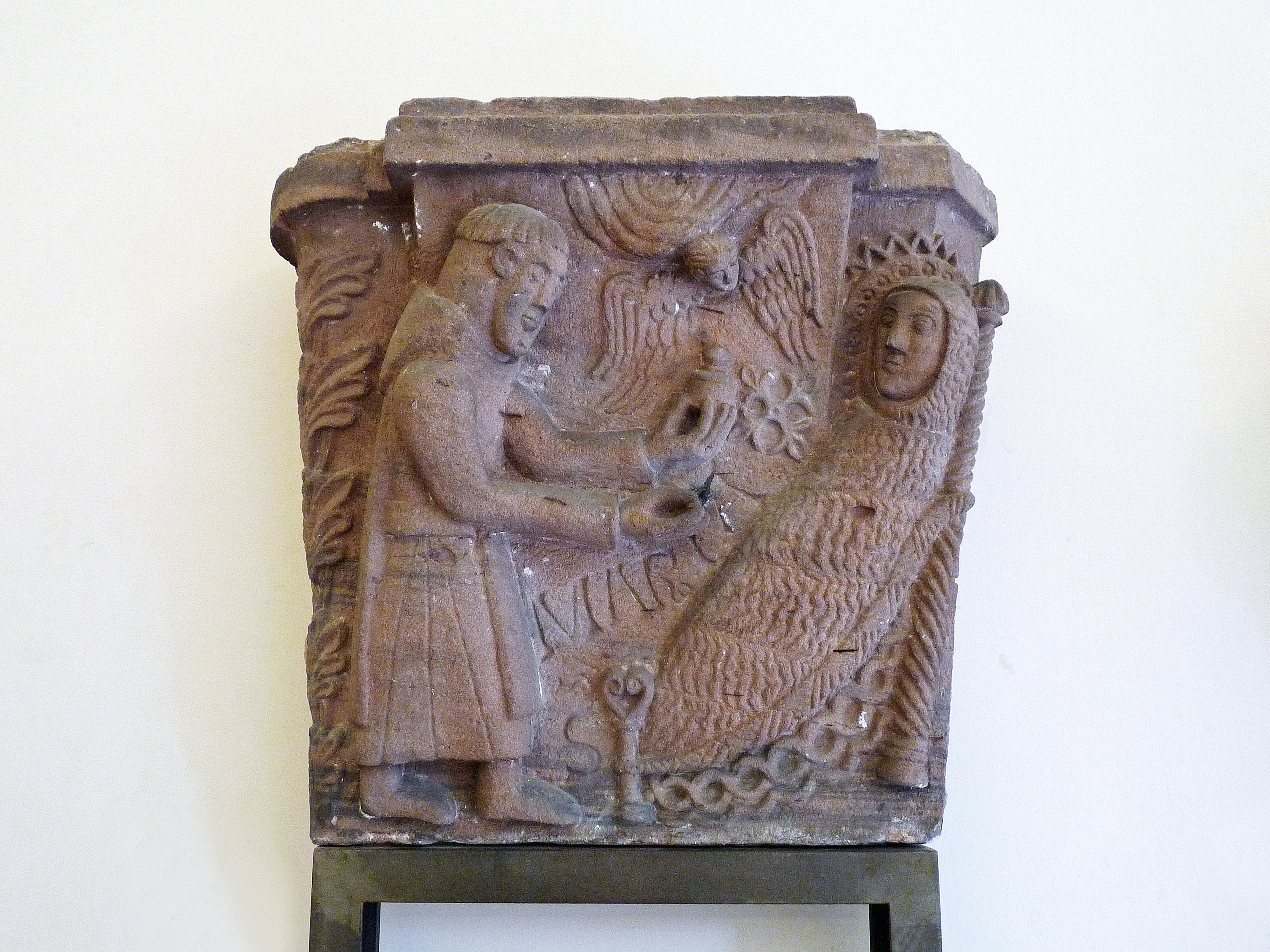
La dernière communion de Marie l'Égyptienne